# Onthophagus turbatus
Onthophagus turbatus är en skalbaggsart som beskrevs av Walker 1858. Onthophagus turbatus ingår i släktet Onthophagus och familjen bladhorningar. Inga underarter finns listade i Catalogue of Life.